# Keihin-Tōhokulinjen
Keihin–Tōhokulinjen (japanska: 京浜東北線, Keihin-Tōhoku-sen) är en 59,1 kilometer lång pendeltågslinje i östra Japan, ägd och driven av JR East, med delad sträcka med Tokaidolinjen mellan Yokohama och Tokyo. Linjen sammanbinder Stortokyostäderna Saitama, Warabi, Kawaguchi, Tokyo, Kawasaki och Yokohama, och (sedan 19 maj 1964) även Kamakura via Negishilinjen som är en förlängning av linjen från Yokohama station till Ōfuna station.

## Historia

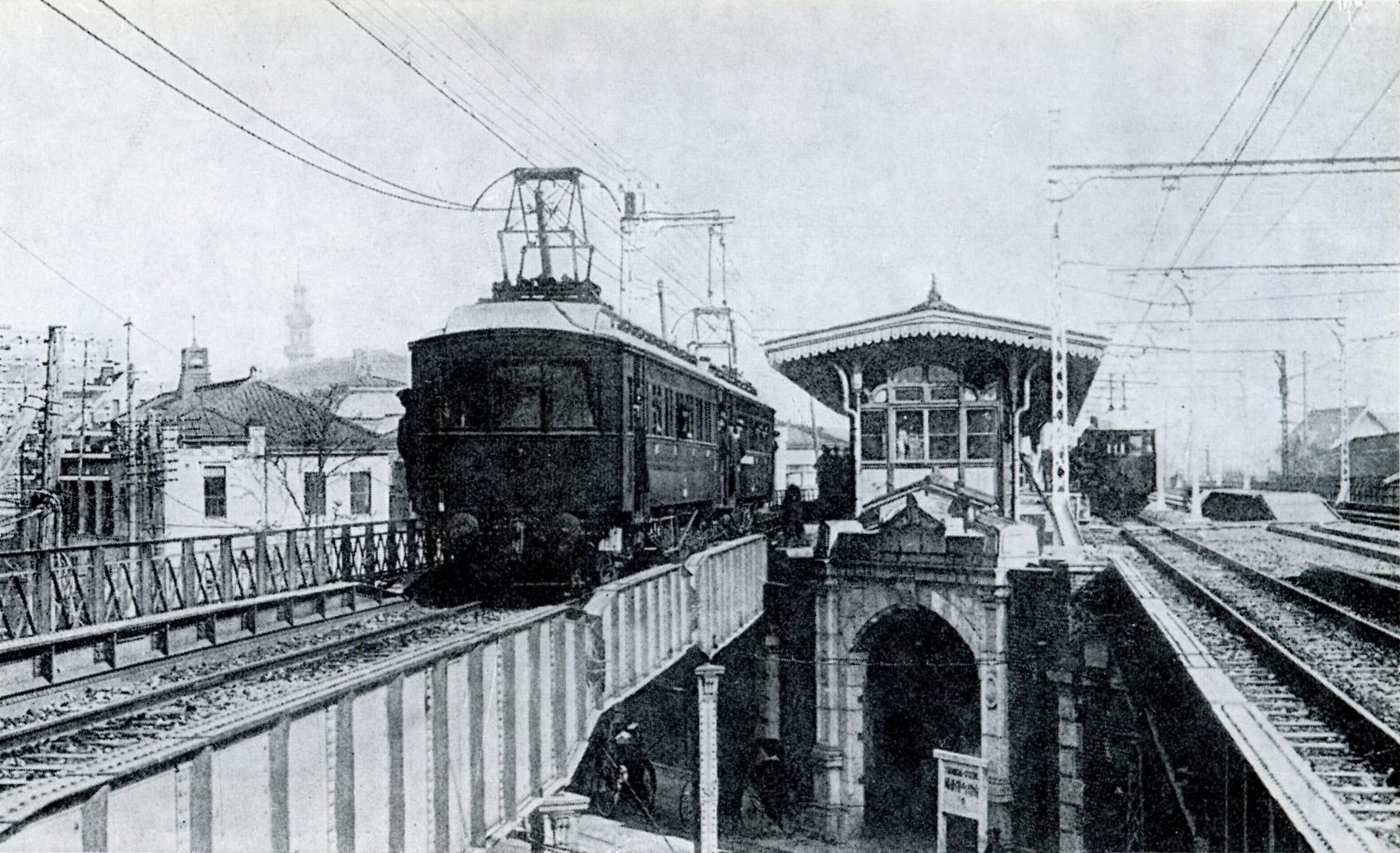
Provkörning av en motorvagn vid Yūrakuchō station år 1914.

Tokaidolinjen mellan Tokyo och Yokohama är den äldsta järnvägen i Japan men den första linjedragningen var inte optimal. För att undvika omvägen över Shinjuku ville man bygga en direktlinje mellan godsbangården och Ueno och i november 1889 beslutades att bygga en viadukt och en ny centralstation i Tokyo.
Byggnationen började året efter, men fördröjdes av Boxarupproret och  Rysk–japanska kriget. Sträckan mellan godsbangården och nya Tokyo station invigdes den 18 december 1914 och två dagar senare togs Keihinlinjen mellan Tokyo och nuvarande tunnelbanestationen Takashimachō, Yokohama i drift. Trafiken ställdes in på grund av tekniska problem sex dagar senare och återupptogs först den 10 maj 1915. Från augusti samma år gick tågen till Yokohama station och från årsskiftet till Sakuragichō. Mot norr nådde viadukten Kanda den 1 mars 1919 och den 1 november 1925 var sträckan till Ueno klar. Den trafikerades först bara av Tōhokulinjen och Yamanotelinjen men efter elektrifiering av huvudlinjen togs hela sträckan till Ōmiya, Saitama i anspråk av Keihin-Tōhokulinjen från den 1 september 1932.
I november 1956 öppnades nya spår för linjen mellan Tabata och Tamachi, för att separera linjen från Yamanotelinjen som delar sträcka med linjen mellan Tabata och Shinagawa.
När statsjärnvägarna privatiserades år 1987 övergick linjen till det nybildade bolaget JR East. 
Inför de olympiska sommarspelen 2020 öppnades Takanawa Gateway som trettionde station på linjen.